# ماکولوسا کولونی
ماکولوسا کولونی (به لاتین: Makulussa Colony) یک منطقهٔ مسکونی در سری‌لانکا است که در استان مرکزی (سری‌لانکا) واقع شده‌است.